# Centraal kanaal

Doorsnede van halswervel
grijze stof
1 voorhoorn
2 achterhoorn
3 commisura grisea
witte stof
4 voorstreng
5 zijstreng
6 achterstrengen
7 commisura alba anterior
8 fissura mediana anterior
9 sulcis medianus posterior
10 centraal kanaal
spinale zenuwen
11 voorste wortel
12 achterste wortel
13 ganglion spinale

Het centrale kanaal, de canalis centralis medullae spinalis of het ruggenmergskanaal is een buis midden in het ruggenmerg, die met hersenvocht is gevuld. Het centrale kanaal loopt van het verlengde merg tot waar het ruggenmerg ophoudt, halverwege de rug. Bij een doorsnede van het ruggenmerg zijn cellichamen te zien in de vorm van een vlinder. Midden in deze vlinder ligt een gat. Dat is het centrale kanaal.